# Булатов, Дмитрий Хаметович
Дми́трий Хаме́тович Була́тов (род. 3 марта 1968, Калининград, СССР) — российский современный художник, теоретик искусства, куратор. Куратор Калининградского филиала Государственного центра современного искусства (с 1998).

## Биография
Дмитрий Булатов родился 3 марта 1968 года в Калининграде.
В 1992 году окончил Рижский авиационный университет.
Организатор проектов, посвященных различным аспектам взаимоотношений между искусством и высокими технологиями (sci-art, роботехника, генная инженерия, нанотехнологии).
Принимал участие в международных научно-практических конференциях по вопросам современного искусства. Читал лекции в России (в Государственном Эрмитаже, Государственной Третьяковской галерее, ГЦСИ), США, Канаде, Германии, Нидерландах, Мексике, Сингапуре, Гонконге.
Был организатором и куратором более 30 международных художественных проектов.
С 1998 года — куратор Калининградского филиала Государственного центра современного искусства (ГЦСИ).
В 2007 году вошёл в top-10 авторов самых интересных новых организмов года по версии журнала Wired (Сан-Франциско).
Стипендиат и грантополучатель Фонда Сороса, Фонда Форда, Китайского университета Гонконга, фонда Conaculta, фонда «Династия», Министерства культуры Российской Федерации.
Член редакционного совета журнала по современному искусству DOC (K)S (Франция).

## Выставки и проекты
- 2001 — Bunker Poetico (49 Venice Biennial, Венеция)[2]
- 2002 — Davaj! Russian Art Now (Берлин — Вена)[2]
- 2003 — Brain Academy Apartment (50 Venice Biennial, Венеция)[2]
- 2004 — 3durch3 (Кассель)[2]
- 2005 — Art of Tortures and Executions (Калининград)[2]
- 2006 — Eastern Neighbours (Утрехт)[2]
- 2007 — Victory over the Sun (Москва)[2]
- 2007 — Technology Expanding the Horizon (Колумбус)[2]
- 2008 — Senses Alert (Берлин)[2]
- 2009 — Corpus Extremus (Life+) (Нью-Йорк)[2]
- 2010 — «Русские утопии» (Москва)[2]

## Фестивальные программы
- 2001 — Московский международный кинофестиваль (Москва)[2]
- 2002 — Radiotopia (ORF, Ars Electronica)[2]
- 2003 — Off-Beats (Берлин)[2]
- 2004 — SKIF-8 (Санкт-Петербург)[2]
- 2006 — Up to date (Сантьяго)[2]
- 2007 — Московский международный кинофестиваль (Москва)[2]
- 2008 — «Дни науки» (Санкт-Петербург)[2]
- 2008 — Московский международный кинофестиваль (Москва)[2]
- 2009 — SciArtFest (Москва)[2]
- 2010 — Lexus Hybrid Art (Москва)[2]

## Награды и премии
- 1998 — лауреат калининградской областной премии «Признание»[2]
- 2000 — финалист Малой Букеровской премии по литературе (шорт-лист)[2]
- 2009 — лауреат всероссийского конкурса в области современного визуального искусства «Инновация»[2]
- 2010 — финалист премии Сергея Курёхина (шорт-лист)[2]
- Международная отметина имени отца русского футуризма Давида Бурлюка[3]

## Местонахождение работ
- The Ruth and Marvin Sackner Archive (Майами)[2]
- Archivio Franceso Conz (Верона)[2]
- Academia d’Arte di Pisa (Пиза)[2]
- Centrum Bildende Kunst (Гронинген)[2]
- Musee d’Art Modern (Париж)[2]
- Vasarely Museum (Будапешт)[2]
- Modern Realism Gallery (Даллас)[2]
- Palazzina delle Arti «Lucio R.Rosaia» (Ла Специя)[2]
- Signalist Documentation Center (Белград)[2]